# Комацу Сьоске
Комацу Сьоске (яп. 小松勝助, 28 квітня 1923, Японія — 21 квітня 2000, Осака, Японія) — японський перекладач, педагог, літературознавець і поет. Почесний професор Інституту іноземних мов у місті Кобе.

## Біографія
Двічі відвідав Радянський  Союз. Стажувався і деякий час викладав у Московському університеті.

## Творчість
Перекладач творів російських і українських письменників.
Вивчав українську мову. В 1959 році в «Антології світової поезії» (Токіо, 1959, т. 12) опублікував у своєму перекладі 8 творів Т. Шевченка («Катерина», «Іван Підкова», «Думка» («Нащо мені чорні брови…»), «Перебендя», баладу «Тополя», «Думи мої, думи мої, лихо мені з вами!», «До Основ'яненка», «Тарасова ніч»), йому належить один з перших перекладів японською мовою «Заповіту». Протягом 1947—1978 років надрукував 15 розвідок про Т. Шевченка, творчість якого популяризував. Переклав поеми «Кавказ» і «Наймичка». Переклади «Думи мої, думи мої…», «До Основ'яненка», «Тарасова ніч» і «Єретик» вміщено в першому у Японії окремому виданні творів Т. Шевченка «Як умру…» (わたしが死んだら―シェフチェンコ詩集 (1964年), Токіо, 1964). У «Довіднику кращих творів світової літератури» (Токіо, 1962, т. 4) Комацу подав огляд «Кобзаря».
Комацу є також автором статей про Т. Шевченка й М. Коцюбинського у «Енциклопедії Ніпонніці».

## Виноски
1. ↑  小松勝助. コツュビンスキー こつゅびんすき. Архів оригіналу за 28 Серпня 2017. Процитовано серпень 2017. (яп.)
2. ↑  小松勝助. シェフチェンコ しぇふちぇんこ. Архів оригіналу за 28 Серпня 2017. Процитовано серпень 2017. (яп.)